# SN 2002ig
SN 2002ig – supernowa typu II odkryta 29 października 2002 roku w galaktyce A013636+0055. W momencie odkrycia miała maksymalną jasność 19,60m.